# 罗克韦尔城
罗克韦尔城（Rockwell City）是美国艾奥瓦州卡尔霍恩县的城市和县城。2010年美国人口普查中的人口为1709人。

## 历史
罗克韦尔城于1876年被规划，以其创建人约翰·洛克威尔（John M. Rockwell）和他的妻子夏洛特·洛克威尔（Charlotte M. Rockwell）命名。